# Edward Hyde, 1:e earl av Clarendon
Edward Hyde, 1:e earl av Clarendon, född den 18 februari 1609 i London, död den 9 december 1674, från 1661 den förste earlen av Clarendon (lord Clarendon), var en engelsk statsman och historiker.
Hyde satt i det långa parlamentet där han först tillhörde oppositionen mot kung Karl I. Han rörde sig dock med tiden över till den rojalistiska sidan, stödde den engelska statskyrkans sak och motsatte sig avrättningen av kungens främste rådgivare, earlen av Strafford. Efter 1641 blev Hyde informell rådgivare till kungen. Under det engelska inbördeskriget tjänstgjorde Hyde i kungens råd som finansminister. Han var en av de mer måttliga profilerna i rojalisternas läger. 1645 hade hans måttlighet ökat avståndet till kungen, och han blev utsedd att vaka över prinsen av Wales, den blivande Karl II. Tillsammans med denne flydde han på kungens order till Jersey 1646.
Hyde var inte nära inblandad i Karls försök att återta tronen från lordprotektorn Oliver Cromwell mellan 1649 och 1651. Under denna tid började Hyde skriva om inbördeskrigets historia. År 1651 återförenade sig Hyde med exilkungen och blev snart hans viktigaste rådgivare. 1658 utnämnde kungen honom till lordkansler. Sedan monarkin 1660 återupprättats följde Hyde med kungen hem till England och tillträdde tjänsten som lordkansler. Han kom den kungliga familjen än närmare genom hans dotter Annes äktenskap med kungens bror, som småningom skulle bli kung under namnet Jakob II. 
År 1660 adlades Hyde till baron Hyde, av Hindon i countyt Wiltshire, och fick året därpå titlarna viscount Cornbury och earl av Clarendon. Han tjänstgjorde som rektor på universitetet i Oxford mellan 1660 och 1667. Det antas ofta att lordkanslern Clarendon var upphovsmannen till  Clarendon Code, en uppsättning om fyra lagar som bevarade regentens överhöghet över statskyrkan. Han hade dock inte mycket att göra med texternas framställande, och var faktiskt kritisk till stora delar av deras innehåll. Att de uppkallades efter honom berodde på att han var den främste ministern.
1663 var earlen av Clarendon en av de åtta som fick varsin del av Carolina-provinsen i Nordamerika att styra över, under titeln Lords Proprietor. Emellertid kom han i alltmer onåd hos kungen. De militära bakslagen under det andra engelsk-nederländska kriget, som varade mellan 1664 och 1667, gjorde att han kom i konflikt med parlamentet som gav honom skulden för kriget och för det fredsslut som tecknades i den nederländska staden Breda. Clarendon ställdes inför riksrätt (impeachment) delvis för uppenbara brott mot habeas corpus såsom att skicka fångar ut ur England till bland annat Jersey, och hålla dem kvar där utan möjlighet till rättegång. Han dömdes av underhuset och tvingades i november 1667 att fly till Frankrike. Återstoden av sitt liv tillbringade Clarendon i exil, med att arbeta på sitt klassiska verk om det engelska inbördeskriget, History of the Rebellion and Civil Wars in England. Han dog i Rouen den 9 december 1674. En kort tid efter hans död återbördades kroppen till England och han begravdes i Westminster Abbey.
Genom sin dotters äktenskap med Jakob II blev han morfar till två regerande drottningar, Maria II och Anna. Hans söner, Henry Hyde, den andre earlen av Clarendon, och Lawrence Hyde, earl av Rochester, blev viktiga personer i engelsk politik av egen kraft. Även andra efterkommande släktingar, som Richard Rigby, blev framgångsrika politiker.